# Sphaerodactylus siboney
Espèce
Sphaerodactylus siboney est une espèce de geckos de la famille des Sphaerodactylidae.

## Répartition
Cette espèce est endémique du Sud-Est de Cuba.

## Description
Sphaerodactylus siboney mesure, queue non comprise, entre 28 et 31 mm pour les mâles et entre 25 et 32 mm pour les femelles. La queue mesure une vingtaine de millimètres. Cette espèce a le dos jaune à gris jaunâtre et la queue orange.

## Étymologie
Son nom d'espèce lui a été donné en référence à son lieu de découverte, la ville de Siboney.

## Publication originale
- Fong & Diaz, 2004 : Two new species of Sphaerodactylus (Sauria: Gekkonidae) from the southeastern coast of Cuba. Solenodon, vol. 4, p. 73-84 (texte intégral).